# Hjortsberga socken, Småland
Hjortsberga socken i Småland ingick i Allbo härad i Värend och är sedan 1971 en del av Alvesta kommun i Kronobergs län, från 2016 inom Hjortsberga-Kvenneberga distrikt.
Socknens areal är 103,34 kvadratkilometer, varav land 100,28. År 1949 fanns här 1 082 invånare. Tätorten Hjortsberga samt kyrkbyn Hjortsberga kyrkby med sockenkyrkan Hjortsberga kyrka ligger i socknen. 

## Administrativ historik
Hjortsberga socken har medeltida ursprung. 
Vid kommunreformen 1862 övergick socknens ansvar för de kyrkliga frågorna till Hjortsberga församling och för de borgerliga frågorna till Hjortsberga landskommun.  Denna senare utökades 1952 för att sedan 1963 uppgå i Alvesta köping som 1971 ombildades till Alvesta kommun. Församlingen uppgick 1957 i Hjortsberga och Kvenneberga församling som sedan  2010 uppgick i Alvesta församling.
1 januari 2016 inrättades distriktet Hjortsberga-Kvenneberga, med samma omfattning som Hjortsberga med Kvenneberga församling fick 1957, och vari detta sockenområde ingår.
Socknen har tillhört samma fögderier och domsagor som Allbo härad. De indelta soldaterna tillhörde Kronobergs regemente, Skatelövs kompani, Smålands grenadjärkår, Sunnerbo kompani.

## Geografi
Hjortsberga socken ligger kring Sjöatorpssjön. Socken består av kuperad skogsmark, med odlingsmark kring byarna.

## Fornminnen
Några hällkistor från stenåldern och några järnåldersgravfält finns här. Runristningar finns vid Linneryd och Transjö.

## Namnet
Namnet (1287 Horzbyrghom), taget från kyrkbyn, består av förledet hjort och ett efterledet plural av berg.

### Fotnoter
1. 1 2 3 4  Svensk Uppslagsbok andra upplagan 1947–1955: Hjortsberga socken
2. ↑  Harlén, Hans; Harlén Eivy (2003). Sverige från A till Ö: geografisk-historisk uppslagsbok. Stockholm: Kommentus. Libris 9337075. ISBN 91-7345-139-8
3. ↑  ”Församlingar”. Statistiska centralbyrån. https://www.scb.se/hitta-statistik/regional-statistik-och-kartor/regionala-indelningar/forsamlingar/. Läst 30 december 2022.
4. ↑  Administrativ historik för Hjortsberga socken (Klicka på församlingsposten). Källa: Nationella arkivdatabasen, Riksarkivet.
5. 1 2  Sjögren, Otto (1931). Sverige geografisk beskrivning del 2 Östergötlands, Jönköpings, Kronobergs, Kalmar och Gotlands län. Stockholm: Wahlström & Widstrand. Libris 9939
6. 1 2 3  Nationalencyklopedin
7. ↑  Fornlämningar, Statens historiska museum: Hjortsberga socken, Småland
8. ↑  Fornminnesregistret, Riksantikvarieämbetet: Hjortsberga socken, Småland Fornminnen i socknen erhålls på kartan genom att skriva in sockennamn (utan "socken") i "Ange geografiskt område"